# Gränsinfanteri

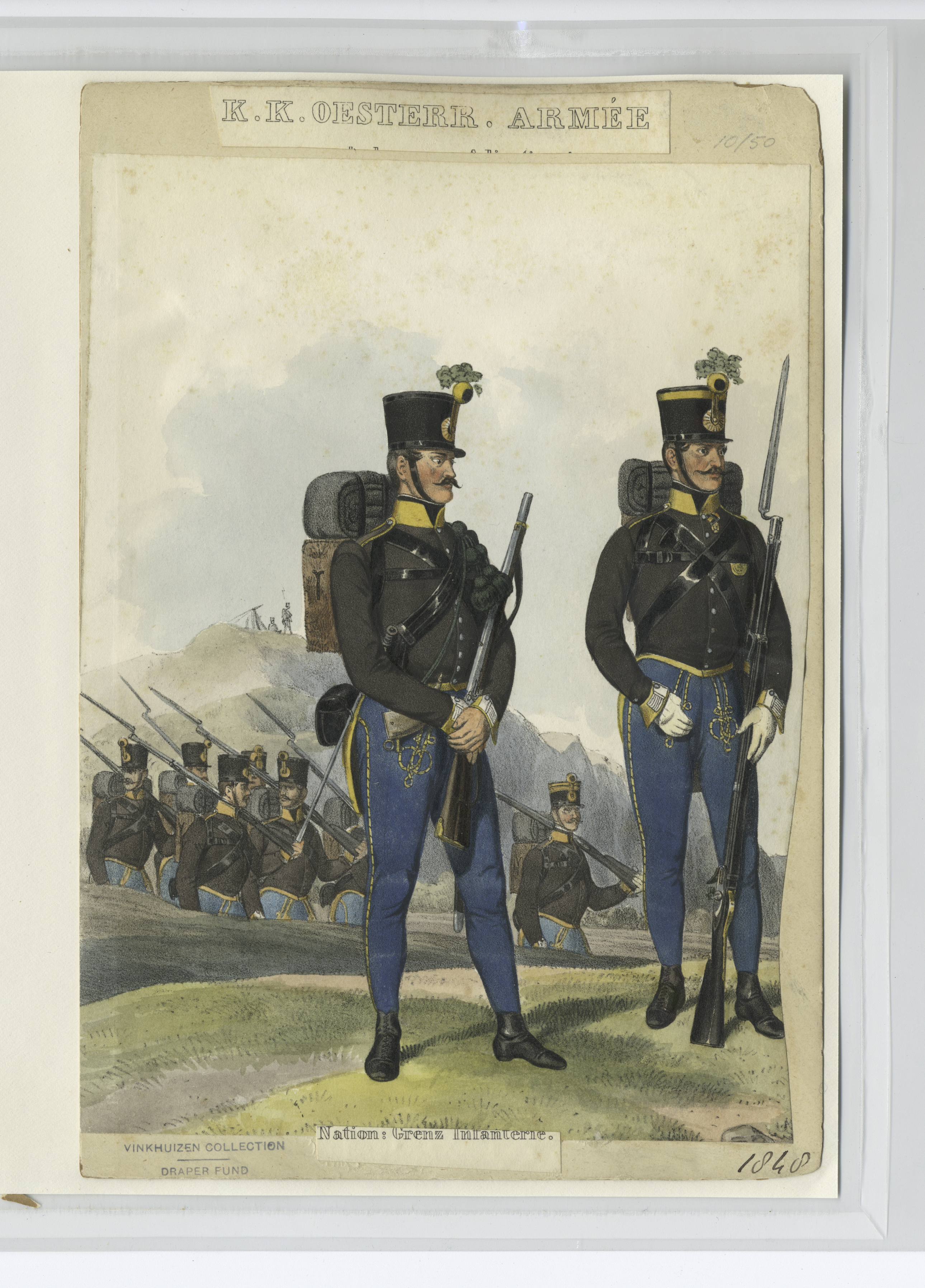
Gränsinfanteri 1848.

Gränsinfanteri (tyska: grenzer; kroatiska: graničari, krajišinici) var lätta infanteriförband som sattes upp av den habsburgska monarkin vid slutet av 1700-talet för att försvara gränsen mot Osmanska riket. Gränsinfanteriet upplöstes formellt efter Österrike-Ungerns nederlag i första världskriget.

## Historia
Gränsinfanteriet härstammade från irreguljära Pandurförband som sattes upp längs den österrikisk-osmanska gränsen vid 1700-talets mitt. Dessa förband användes av österrikarna bland annat som jägarsoldater under sjuårskriget. Under 1790-talet omorganiserades enheterna till reguljära linjeförtrupper, men sågs ändå som ett mellanting mellan lätt och tungt infanteri. Vid napoleonkrigens utbrott utgjordes nästan en fjärdedel av den habsburgska armén av gränsförband.
Under 1800-talet sågs Osmanska riket allt mindre som något allvarligt militärt hot. Detta innebar även att behovet av gränstrupper minskade. Soldaterna kom därför att sättas in på andra krigsskådeplatser. I takt med att nationalismen på Balkan växte i styrka stärktes misstankarna mot gränsförbanden som ansågs opålitliga av den österrikiska militärledningen. Misstänksamheten ledde till stegvisa reduceringar av förbandens styrka. Trots detta tjänstgjorde gränsinfanterister även under första världskriget. Förbanden upplöstes efter krigsslutet 1918.

## Bildgalleri

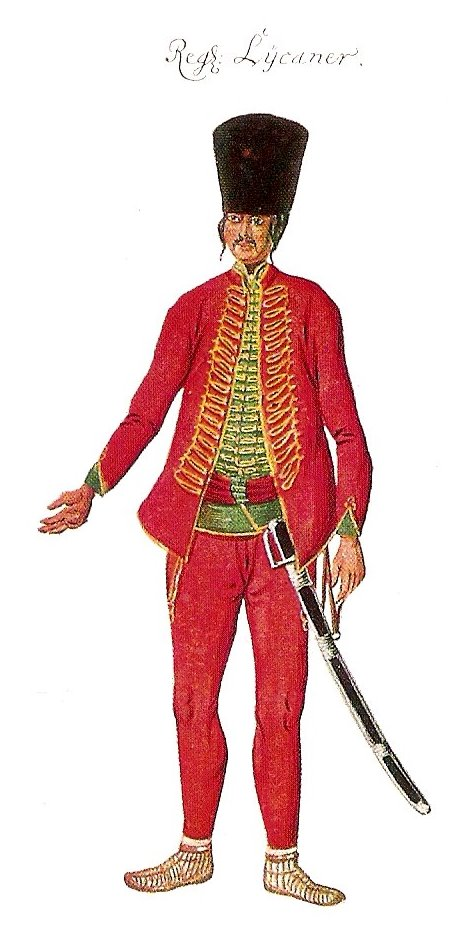
Pandur (gränssoldat) från I. Likaner Regiment 1762.
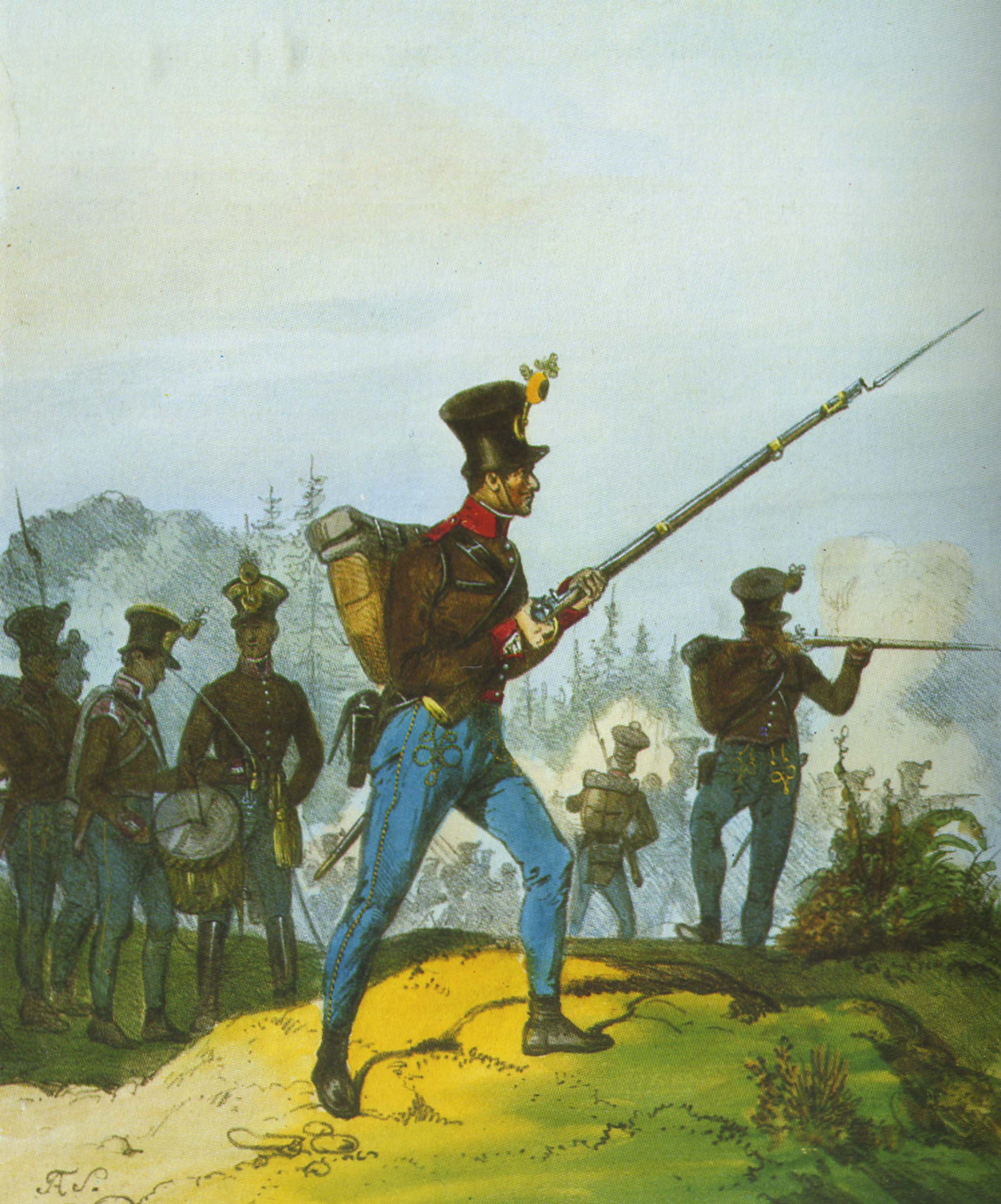
Gränsinfanterister 1835.
Gränsinfanterist 1854.
Gränsinfanterist 1866.
Officer vid gränsinfanteriet 1866.